# Газопереробний завод Фадхілі
Газопереробний завод Фадхілі – підприємство нафтогазової галузі Саудівської Аравії, введення якого в експлуатацію почалось в 2019 році.
Завод спорудили передусім для роботи з продукцією другої фази офшорного газового родовища Гасба, трубопровідна система від якого виходить на узбережжя за чотири десятки кілометрів від майданчику заводу. Втім, частина ресурсу для переробки має надходити від розробки покладів вільного газу розташованого неподалік нафтогазового родовища Хурсанія (його асоційований газ ще з 2007 року отримує ГПЗ Хурсанія), на якому облаштували два центри збору газу, підключені до ГПЗ Фадхілі за допомогою трубопроводів довжиною по 28 км. Крім того, було прокладено трубопровід для транспортування непідготованого газу між ГПЗ Васіт та ГПЗ Фадхілі.
Завод має п’ять технологічних ліній загальною потужністю по прийому 71 млн м3 на добу, з яких 14 млн м3 має надходити з Хурсанії. При цьому, оскільки продукція Гасби містить великі обсяги сірководню (а також азоту та діоксиду вуглецю), до національної національної газотранспортної мережі (Master Gas System) має щодобово видаватись лише 42 млн м3 товарного газу стандартної калорійності. Продукція Хурсанії вирізняється більш низькою калорійністю, тому її в обсягах 13 млн м3 на добу мають постачати  спорудженій в комплексі з заводом ТЕЦ Фадхілі.
Товарний газ спрямовується споживачам по газопроводах Фадхілі – PS-1 та Фадхілі – Васіт.
Вилучений сірководень використовується для продукування сірки в обсягах до 4000 тон на добу.
В 2023 році розпочали тендерні процедури за проектом розширення ГПЗ, який має отримати ще три технологічні лінії сукупною пропускною здатністю 42 млн м3 на добу.